# Seiberg-Witten-Theorie
Seiberg-Witten-Theorie ist eine Eichtheorie, die sich im Grenzall niedriger Energien aus der N = 2 supersymmetrischen Yang-Mills-Theorie (kurz N = 2 SYM) ergibt, welche Supersymmetrie (kurz SUSY) und Yang-Mills-Theorie (kurz YM-Theorie), zuerst aufgestellt von Chen Ning Yang und Robert Mills im Jahr 1954, miteinander kombiniert. N steht für die Anzahl der Symmetrieoperatoren der Theorie (und oft wird noch mit D die Anzahl der Dimensionen hinzugenommen). N = 2 SYM hat daher zwei Symmetrieoperatoren. Formuliert ist die Theorie auf dem vierdimensionalen Minkowski-Superraum, dem Faktorraum aus der Poincaré-Supergruppe und der Lorentz-Gruppe, einer supersymmetrischen Verallgemeinerung des vierdimensionalen Minkowski-Raumes, darstellbar als Faktorraum aus der Poincaré-Gruppe und der Lorentz-Gruppe. Benannt ist die Theorie nach Nathan Seiberg und Edward Witten, welche diese im Jahr 1994 erstmals untersucht haben. Dies führte zur Entwicklung der Seiberg-Witten-Gleichungen und der mit ihrem Modulraum definierten Seiberg-Witten-Invarianten, mit welchen ganz allgemein vierdimensionale Mannigfaltigkeiten untersucht werden können. Diese sind echt stärker als die Donaldson-Invarianten aus der Donaldson-Theorie, welche auf dem Modulraum der (nicht supersymmetrischen) antiselbstdualen Yang-Mills-Gleichungen beruht.

## Verbindungen zu anderen Theorien
Dimensionsreduktionen der D = 4 N = 2 SYM über {\displaystyle \mathbb {R} ^{3}\times S^{1}} interpolieren die D = 3 N = 4 SYM.